# BCN Film Fest
El Festival Internacional de Cine de Barcelona-Sant Jordi, conocido como BCN Film Fest, es un certamen cinematográfico anual que se celebra en Barcelona. Programa, sobre todo, adaptaciones de obras literarias, películas con trasfondo histórico y filmes biográficos. La primera edición tuvo lugar en 2017. 

## Historia
Su primer director y responsable de programación fue José María Aresté. En noviembre de 2018, la crítica de cine, Conxita Casanovas fue nombrada nueva directora artística y se mantiene en la actualidad.    
Tiene lugar durante una semana en abril coincidiendo con la Diada de Sant Jordi, el Día de los Libros, muy celebrada en Cataluña. Además de la parte competitiva, incluye premieres mundiales y convocatoria de estrellas internacionales de la cinematografía. 